# Ходяйново
Ходяйново — село в Рыбновском районе Рязанской области, входит в состав Пионерского сельского поселения.

## География
Село расположено в 5 км на восток от центра поселения посёлка Пионерский и в 28 км на юго-запад от райцентра города Рыбное.

## История
Под именем сельца Ходяйнова упоминается в приправочных книгах 1616 года и в платежных книгах 1628 года. Николаевская церковь в селе Речинском упоминается уже в окладных книгах 1676 года, где при ней показано 57 приходских дворов, из которых было 13 дворов боярских, 24 крестьянских и 18 бобыльских. В 1800 году помещиком Секунд-майором Алексеем Яковлевичем Богословским в селе была построена новая деревянная церковь того же наименования. 
В XIX — начале XX века село входило в состав Токаревской волости Михайловского уезда Рязанской губернии. В 1905 году в селе был 51 двор.
С 1929 года село являлось центром Ходяйновского сельсовета Больше-Коровинского района Рязанского округа Московской области, с 1937 года — в составе Рязанской области, с 1956 года — в составе Рыбновского района, с 2005 года — в составе Пионерского сельского поселения.

## Население
| 1859 | 1906 | 2010 |
| ---- | ---- | ---- |
| 279  | ↗417 | ↘9   |

## Известные жители
В селе Ходяйново родился Павел Александрович Радимов (1887—1967), русский советский «крестьянский поэт» и художник, последний председатель Товарищества передвижников и первый председатель Ассоциации художников революционной России (АХРР), последний председатель ВСП (Всероссийский союз поэтов).